# Passerella
Passerella is een geslacht van vogels uit de familie van de  Amerikaanse gorzen. Het geslacht telt 4 soorten.

## Soorten
- Passerella iliaca – Rode roodstaartgors
- Passerella megarhyncha – Diksnavelroodstaartgors
- Passerella schistacea – Leigrijze roodstaartgors
- Passerella unalaschcensis – Grauwe roodstaartgors